# 大东斜蟹蛛
大东斜蟹蛛（学名：Loxobates daitoensis）为蟹蛛科斜蟹蛛属的动物。分布于日本以及中国大陆的海南等地。该物种的模式产地在日本。